# Édon (mythologie)
Pour les articles homonymes, voir Édon.
Dans la mythologie grecque, Édon ou Aédon (en grec ancien Άηδών / Aêdốn, « rossignol »), fille de Pandarée, est l'épouse de Zéthos, roi de Thèbes.
Jalouse de Niobé, sa belle-sœur, que les dieux avaient distinguée par une nombreuse postérité, elle s'arma une nuit pour en tuer le fils aîné, mais elle se trompa et immola Itylos, son propre fils. Zéthos, furieux, courut après elle pour la tuer, mais elle fut changée en rossignol.
Cette légende thébaine est à rapprocher du mythe attique de Philomèle et Procné, rapporté notamment par Ovide : Itylos, devenu Itys (comme Édon est devenue Philomèle), est l'onomatopée plaintive que les Anciens reconnaissaient dans le chant du rossignol.

## Sources
- Antoninus Liberalis, Métamorphoses [détail des éditions] (XI).
- Homère, Odyssée [détail des éditions] [lire en ligne] (XIX, 518 et suiv.).